# Meine Fähre 2
1. WEITERLEITUNG Benutzer:Knalltuetestudios/Meine Fähre 2